# AB III
AB III este al treilea album al trupei americane de rock Alter Bridge. Acest album conține piesele: Slip to the Void, Isolation, Ghost of Day Gone By, All Hope is Gone, Still Remains, Make It Right, Wonderful Life, I know It Hurts, Show Me a Sign, Fallout, Breathe Again, Coeur D'Alene, Life Must Go On, Words Darker Than Their Wings. Tot în acest album se încadrează și AB III.5 aceasta fiind continuarea albumului cu piesele bonus: Zero, Home, Never Born to Follow și One by One.